# Вакцина Pfizer–BioNTech проти COVID-19
Комірнаті (англ. Comirnaty), кодова назва BNT162b2, відома також як Тозінамеран (МНН), вакцина Pfizer та BioNTech, — вакцина проти COVID-19, розроблена німецькою компанією BioNTech у співпраці з Pfizer. Це і перша вакцина проти COVID-19, дозволена суворими регуляторними органами для екстреного використання, і перша, дозволена для регулярного використання.
Вводиться внутрішньом'язово. Це РНК-вакцина, що складається з модифікованої нуклеозидами мРНК, що кодує мутовану форму білка-шипа вірусу SARS-CoV-2, інкапсульованого в наночастинки ліпідів. Для вакцинації потрібно введення двох доз з інтервалом у три тижні. Його здатність запобігати важким інфекціям у дітей, вагітних жінок або людей з ослабленим імунітетом невідома, як і тривалість імунного ефекту, що надає вакцинація. Це так звана «генетична вакцина», яка «вчить» імунну систему виробляти антитіла до збудника захворювання.
Препарат був обраний серед BNT162 та BNT162b1 для II та III фаз клінічних досліджень, і станом на кінець 2020 року проходить оцінювання на III етапі клінічних випробувань. За оцінками, випробування охопить 44.000 здорових добровольців у 154 місцевостях у Сполучених Штатах і очікується, що III фаза випробування BNT162b2 завершиться у грудні 2022 року. Станом на лютий 2021 року це одна з двох РНК-вакцин, що застосовуються проти COVID-19, інша — вакцина Moderna проти COVID-19. Третя вакцина проти COVID-19 на основі мРНК, CVnCoV, знаходиться на останньому етапі тестування.
Випробування розпочались у квітні 2020 року; до листопада вакцина була протестована на понад 40 000 людей. Проміжний аналіз даних дослідження показав потенційну ефективність понад 90 % у запобіганні зараженню протягом семи днів після введення другої дози. Найпоширеніші побічні ефекти включають легкий та помірний біль у місці ін'єкції, втома та головний біль. Станом на грудень 2020 року повідомлення про серйозні побічні ефекти, такі як алергічні реакції, були дуже рідкісними, і не повідомлялося про тривалі ускладнення. III фаза клінічних випробувань триває: моніторинг первинних результатів триватиме до серпня 2021 року, тоді як моніторинг вторинних результатів триватиме до січня 2023 року.
У грудні 2020 року Сполучене Королівство було першою країною, яка дозволила вакцину в надзвичайних ситуаціях, незабаром за нею дозволили США, Європейський Союз та кілька інших країн у всьому світі.
BioNTech є оригінальним розробником основної технології вакцини, тоді як Pfizer здійснює розробку, клінічні дослідження, нагляд за клінічними випробуваннями, логістику, фінансування та виробництво у всьому світі, за винятком Китаю. Ліцензію на дистрибуцію та виробництво в Китаї придбала компанія Fosun, одночасно з інвестиціями в BioNTech. Поширення в Німеччині та Туреччині здійснює сама компанія BioNTech. У листопаді 2020 року Pfizer зазначив, що 50 мільйонів доз можуть бути доступні у всьому світі до кінця 2020 року, та приблизно до 1,3 мільярда доз у 2021 році.
Pfizer уклав попередні угоди про закупівлю на суму близько 3 млрд доларів США для надання ліцензованої вакцини в США, Європейському Союзі, Великій Британії, Японії, Канаді, Перу, Сінгапурі та Мексиці. Особливістю поширення та зберігання вакцини є складна логістика, оскільки її потрібно зберігати при температурі від -80 до -60 °C, за п'яти днів до вакцинації можна зберігати при температурі від 2 до 8 °C і до двох годин до вакцинації при температурі до 25 °C або 30 °C. У лютому 2021 року Управління з продовольства і медикаментів США (FDA) оновило дозвіл на екстрене використання (EUA), щоб дозволити транспортувати та зберігати нерозбавлені заморожені флакони вакцини при температурі від -25 до -15 °C протягом двох тижнів перед використанням.
22 лютого 2021 року схвалена МОЗ України для екстреного застосування.

## Розробка та фінансування
До вакцин проти COVID-19, вакцина проти інфекційного захворювання раніше ніколи не вироблялася менше ніж за кілька років, і жодної вакцини для запобігання коронавірусної інфекції у людей не існувало. Після виявлення вірусу SARS-CoV-2 у грудні 2019 року розробка BNT162b2 була розпочата 10 січня 2020 року, коли Центр контролю та профілактики захворювань Китаю за допомогою GISAID виявив генетичні послідовності SARS-CoV-2, ініціювавши термінову міжнародну реакцію з метою підготовки до спалаху та пришвидшення розробки профілактичних вакцин.
У січні 2020 року німецька біотехнологічна компанія BioNTech розпочала свою програму «Project Lightspeed» з розробки вакцини проти нового вірусу COVID-19 на основі вже встановленої мРНК-технології вірусу. Кілька варіантів вакцини було створено в їх лабораторіях в Майнці, і 20 з них були представлені експертам Інституту Пауля Ерліха в Лангені. Випробування I/II фаза було розпочато в Німеччині 23 квітня 2020 року, а в США 4 травня 2020 року, чотири кандидати на вакцину пройшли клінічне тестування. Початкове ключове випробування II/III фази кандидата на вакцину «BNT162b2» розпочалось у липні. Результати III фази, що свідчать про ефективність розробленої вакцини на рівні 95 %, були опубліковані 18 листопада 2020 року.
BioNTech отримав 135 млн доларів США інвестицій від компанії Fosun у березні 2020 року в обмін на 1,58 млн акцій BioNTech та майбутні права на розвиток та маркетинг BNT162b2 у Китаї, Гонконгу, Макао та Тайвані.
У червні 2020 року компанія BioNTech отримала фінансування від Європейської комісії та Європейського інвестиційного банку на 100 млн євро (119 млн доларів США). У вересні 2020 року уряд Німеччини виділив BioNTech 375 млн євро (445 млн доларів США) на програму розробки вакцин проти COVID-19.
Головний виконавчий директор Pfizer Альберт Бурла заявив, що вирішив відмовлятися від фінансування за програмою уряду США Operation Warp Speed, «тому що я хотів звільнити наших вчених від будь-якої бюрократії, яка вимагає надання звітів та узгодження того, як ми рухаємося, як ми будемо витрачати гроші — паралельно або разом тощо». Pfizer уклав угоду із США щодо можливого розподілу вакцини, як і з іншими країнами.

### Клінічні випробування
Попередні результати клінічних випробувань I—II фази BNT162b2, опубліковані в жовтні 2020 року, показали потенціал ефективності та безпеки препарату. Цього ж місяця Європейське агентство з лікарських засобів (EMA) розпочало періодичний огляд BNT162b2.
Станом на листопад 2020 року дослідження BNT162b2 перебуває на III фазі безперервних випробувань Це «рандомізоване, плацебо-контрольоване, сліпе для спостерігачів, дозувальне дослідження з відбору кандидата на вакцину та дослідження ефективності у здорових людей». Дослідження на ранніх стадіях BNT162b2 визначили безпеку та рівень дози для двох кандидатів на вакцину, причому випробування було продовжено протягом середини 2020 року, щоб оцінити ефективність та безпеку BNT162b2 у більшої кількості учасників, охопивши десятки тисяч людей, які отримують тестові щеплення в багатьох країнах у співпраці з Pfizer та Fosun.
III фаза випробування оцінює безпеку, ефективність, переносимість та імуногенність BNT162b2 на рівні середньої дози (дві ін'єкції, здійснені через 21 день) у трьох вікових групах: 12-15 років, 16-55 років та старше 55 років. Для затвердження в ЄС Європейське агентство з лікарських засобів підтвердило загальну ефективність вакцини на рівні 95 %. Європейське агентство з лікарських засобів пояснило, що другу дозу слід вводити через три тижні після першої.
| Кінцева точка ефективності                                                      | Ефективність вакцини (95 % довірчий інтервал) [%] |
| ------------------------------------------------------------------------------- | ------------------------------------------------- |
| Після 1 дози до 2 дози                                                          | 52,4 (29,5, 68,4)                                 |
| ≥Через 10 днів після 1 дози до 2 дози                                           | 86,7 (68,6, 95,4)                                 |
| Доза від 2 до 7 днів після 2 дози                                               | 90,5 (61,0, 98,9)                                 |
| ≥Через 7 днів після 2 дози(суб'єкти без ознак зараження до 7 днів після 2 дози) |                                                   |
| Загалом                                                                         | 95,0 (90,0, 97,9)                                 |
| 16–55 років                                                                     | 95,6 (89,4, 98,6)                                 |
| ≥55 років                                                                       | 93,7 (80,6, 98,8)                                 |
| ≥65 років                                                                       | 94,7 (66,7, 99,9)                                 |

III фаза дослідження, що має тривати з 2020 по 2022 рік, має на меті оцінки здатність BNT162b2 запобігати важкому перебігу інфекції, а також тривалості імунного ефекту.
Pfizer та BioNTech розпочали II/III фази рандомізованого контрольного дослідження у здорових вагітних жінок віком від 18 років (NCT04754594). У дослідженні буде оцінено 30 мкг BNT162b2 або плацебо, що вводяться внутрішньом'язово двома дозами з інтервалом у 21 день. Частина ІІ фази дослідження охопить приблизно 350 вагітних жінок, рандомізованих 1:1 для введення BNT162b2 або плацебо у термін вагітності від 27 до 34 тижнів. 18 лютого 2021 року Pfizer та BioNTech оголосили, що перші учасники отримали свою першу дозу в цьому дослідженні.
Результати досліджень показали, що вакцина Pfizer захищає від коронавіруса протягом півроку, ефективність препарату склала 91,3 %, починаючи з сьомого дня до півроку.

## Технологія вакцини
Технологія BioNTech для вакцини BNT162b2 заснована на використанні модифікованої нуклеозидами матричної рибонуклеїнової кислоти (мРНК), яка кодує частину білка-шипа, виявленого на поверхні коронавірусу SARS-CoV-2 (COVID-19), викликаючи імунну відповідь проти зараження вірусним білком.
Кандидат на вакцину BNT162b2 був обраний як найперспективніший серед трьох інших із подібною технологією, розробленою BioNTech. До вибору BNT162b2 BioNTech та Pfizer проводили I фазу випробування BNT162b1 у Німеччині та США, тоді як Fosun проводила I фазу випробування у Китаї. На цих I фазах дослідження було показано, що BNT162b2 має кращий профіль безпеки, ніж інші три кандидати BioNTech.

### Послідовність
Послідовність мРНК вакцини становить 4284 нуклеотидів. Вона складається з кепа з п'ятьма основними елементами; п’ять основних нетрансльованих областей, отриманих із послідовності альфа-глобіну людини; сигнальний пептид (основи 55–102) та дві заміни проліну (K986P та V987P, позначені як «2P»), які змушують білок-шип приймати стабілізовану перед префузією конформацію, що зменшує здатність мембрани до злиття, збільшує експресію та стимулює нейтралізуючі антитіла; ген, оптимізований для кодону білка-шипа на всю довжину SARS-CoV-2 (основи 103–3879); за ними три основні нетрансльовані області (основи 3880–4174), об'єднані з AES та mtRNR1, вибрані для підвищення експресії білка та стабільності мРНК, та поліаденілування, що містить 30 залишків аденозину, 10-нуклеотидну лінкерну послідовність та 70 інших залишків аденозину (основи 4175–4284). Послідовність не містить залишків уридину; їх замінюють 1-метил-3'-псевдоуридилілом.

### Склад
Окрім молекули мРНК, вакцина містить такі неактивні інгредієнти (допоміжні речовини):
- ALC-0315, ((4-гідроксибутил)азандіїл)біс(гексан-6,1-діїл)біс(2-гексилдеканоат)
- ALC-0159, 2-[(поліетиленгліколь)-2000]-N, N-дитетрадецилацетамід
- 1,2-дистеароїл-сн-гліцеро-3-фосфохолін (DSPC)
- холестерол
- динатрію фосфат дигідрат
- калію дигідрофосфат
- хлорид калію
- хлорид натрію
- сахароза
- вода для ін'єкцій

Перші чотири з них — це ліпіди. Ліпіди та мРНК разом утворюють наночастинки. ALC-0159 — це кон'югат поліетиленгліколю (тобто пегільований ліпід).
Вакцина постачається у багатодозовому флаконі у вигляді «білої, стерильної, без консервантів, замороженої суспензії для внутрішньом'язових ін'єкцій». Перед введенням його слід розморозити до кімнатної температури і розвести звичайним фізіологічним розчином.

## Схвалення

### Прискорене
Агентство з регулювання лікарських засобів і продуктів для охорони здоров’я Великої Британії (MHRA) видало вакцині «швидке тимчасове затвердження регуляторним органом для вирішення таких важливих питань охорони здоров'я, як пандемія», 2 грудня 2020 року, що дозволено робити згідно із Законом про лікарські засоби 1968 року. Це перша вакцина проти COVID-19, яка була схвалена для національного використання після масштабних випробувань, і перша мРНК-вакцина, дозволена для використання на людях. Таким чином, Сполучене Королівство стало першою західною країною, яка затвердила вакцину проти COVID-19 для національного використання, хоча рішення щодо пришвидшення вакцинації критикували деякі експерти.
8 грудня 2020 року 90-річна Маргарет «Меггі» Кінан, з Фермани, стала першою людиною, яка отримала вакцину. У яскравому прикладі музеїв, що документують пандемію, флакон та шприц, використані для цієї першої дози, були збережені та придбані Музеєм науки у Лондоні для постійної колекції. До 20 грудня 521 594 жителів Великої Британії отримали вакцину в рамках національної програми вакцинації. 70 % щеплених були люди у віці від 80 років.
Після Великої Британії наступні країни прискорили процеси затвердження вакцини Pfizer–BioNTech проти COVID-19 для використання: Аргентина, Австралія, Бахрейн, Канада, Чилі, Коста-Рика, Еквадор, Гонконг, Ірак, Ізраїль, Йорданія, Кувейт, Малайзія, Мексика, Оман, Панама, Філіппіни, Катар, Саудівська Аравія, Сінгапур, Південна Корея, Об'єднані Арабські Емірати та США.
Всесвітня організація охорони здоров'я (ВООЗ) дозволила цю вакцину для екстреного використання.
У Сполучених Штатах дозвіл на екстрене використання є «механізмом, що сприяє доступності та використанню медичних засобів протидії, включаючи вакцини, під час надзвичайних ситуацій у галузі охорони здоров'я, таких як поточна пандемія COVID-19», згідно з заявою Управління з продовольства і медикаментів США. Після видачі дозволу на екстрене використання, як очікується, BioNTech та Pfizer продовжать III фазу клінічного випробування для доопрацювання даних про безпеку та ефективність, що призведе до подання заявки на ліцензування (схвалення) вакцини в США. Консультативний комітет з практики імунізації (ACIP) Центрів з контролю та профілактики захворювань у США (CDC) затвердив рекомендації щодо вакцинації осіб віком від 16 років.

### Звичайне
19 грудня 2020 року Швейцарське агентство з терапевтичних продуктів (Swissmedic) затвердило вакцину Pfizer–BioNTech проти COVID-19 для регулярного використання, через два місяці після отримання заявки, заявивши, що вакцина повністю відповідає вимогам безпеки, ефективності та якості. Це перший дозвіл виданий за стандартною процедурою. 23 грудня 90-річна жителька Люцерна стала першою людиною, яка отримала вакцину у Швейцарії. Це поклало початок масовій вакцинації в континентальній Європі.
21 грудня 2020 року Комітет з лікарських засобів для людського використання (CHMP) Європейського агентства з лікарських засобів (EMA) рекомендував надати умовний дозвіл на продаж вакцини Pfizer–BioNTech проти COVID‑19 під торговою маркою Comirnaty. Рекомендація була прийнята Європейською комісією того ж дня.
23 лютого 2021 року Бразильське агентство з питань охорони здоров’я затвердило вакцину Pfizer–BioNTech проти COVID-19 згідно зі своєю стандартною процедурою дозволу на продаж. Це стала перша вакцина проти COVID-19, яка отримала остаточну реєстрацію, а не дозвіл на екстрене використання в країні.

### В Україні
22 лютого 2021 року Міністерство охорони здоров'я України зареєструвало вакцину Комірнаті в Україні та схвалило її використання. 16 квітня до України прибула перша партія вакцини розміром 117 тисяч доз. 19 квітня вакцину почали використовувати по всій Україні.

## Побічні ефекти
Профіль шкідливих впливів вакцини Pfizer–BioNTech проти COVID-19 подібний до профілю інших вакцин для дорослих. Під час клінічних випробувань побічними ефектами, які вважаються дуже поширеними, були (у порядку частоти): біль та набряк у місці ін'єкції, втома, головний біль, болі в м'язах, озноб, біль у суглобах та гарячка. Гарячка частіше спостерігається після введення другої дози. Ці ефекти передбачувані і очікувані, і особливо важливо, щоб люди про це знали, щоб запобігти ваганням вакцинуватися.
Анафілаксія спостерігалася приблизно в 11 випадках на мільйон введених вакцин. Згідно зі звітом Центрів з контролю та профілактики захворювань у США, 71 % цих алергічних реакцій відбулося протягом 15 хвилин після вакцинації та переважно (81 %) серед людей з документально підтвердженою алергією чи алергічними реакціями. Агентство з регулювання лікарських засобів і продуктів для охорони здоров’я Великої Британії (MHRA) порадило 9 грудня 2020 року, щоб люди, які в історії хвороби мали «значну» алергічну реакцію, не повинні отримувати вакцину Pfizer — BioNTech проти COVID-19. 12 грудня канадський регулятор пішов за їх прикладом, зазначивши, що: «Обоє людей у Великій Британії страждали на важкі алергічні реакції та вони мали автоматичні ін'єктори адреналіну. Вони обидва лікувались і одужали».
28 січня 2021 року Європейський Союз опублікував оновлення безпеки вакцин проти COVID-19, у якому зазначено, що «переваги Комірнаті у запобіганні COVID-19 продовжують переважати будь-які ризики, і немає рекомендованих змін щодо використання вакцини». Нових побічних ефектів не виявлено.
21 квітня 2021 р. Pfizer заявляє, що їй відомо про підроблені версіях своєї вакцини COVID-19, які виробник ліків розробив за допомогою BioNTech, оскільки злочинці прагнуть нажитися на світовому попиті на вакцини, який продовжує випереджати пропозицію.
Фальшиві версії вакцини були виявлені в Мексиці і Польщі, повідомив представник Pfizer в електронному листі CBS MoneyWatch, підтвердивши раніше опубліковане Wall Street Journal повідомлення про підробки.
У червні 2021 року в Японії було виявлено проблеми з серцем у чоловіків після вакцинації Комірнаті, а саме запалення серцевого м'яза у семи пацієнтів.

## Виробництво

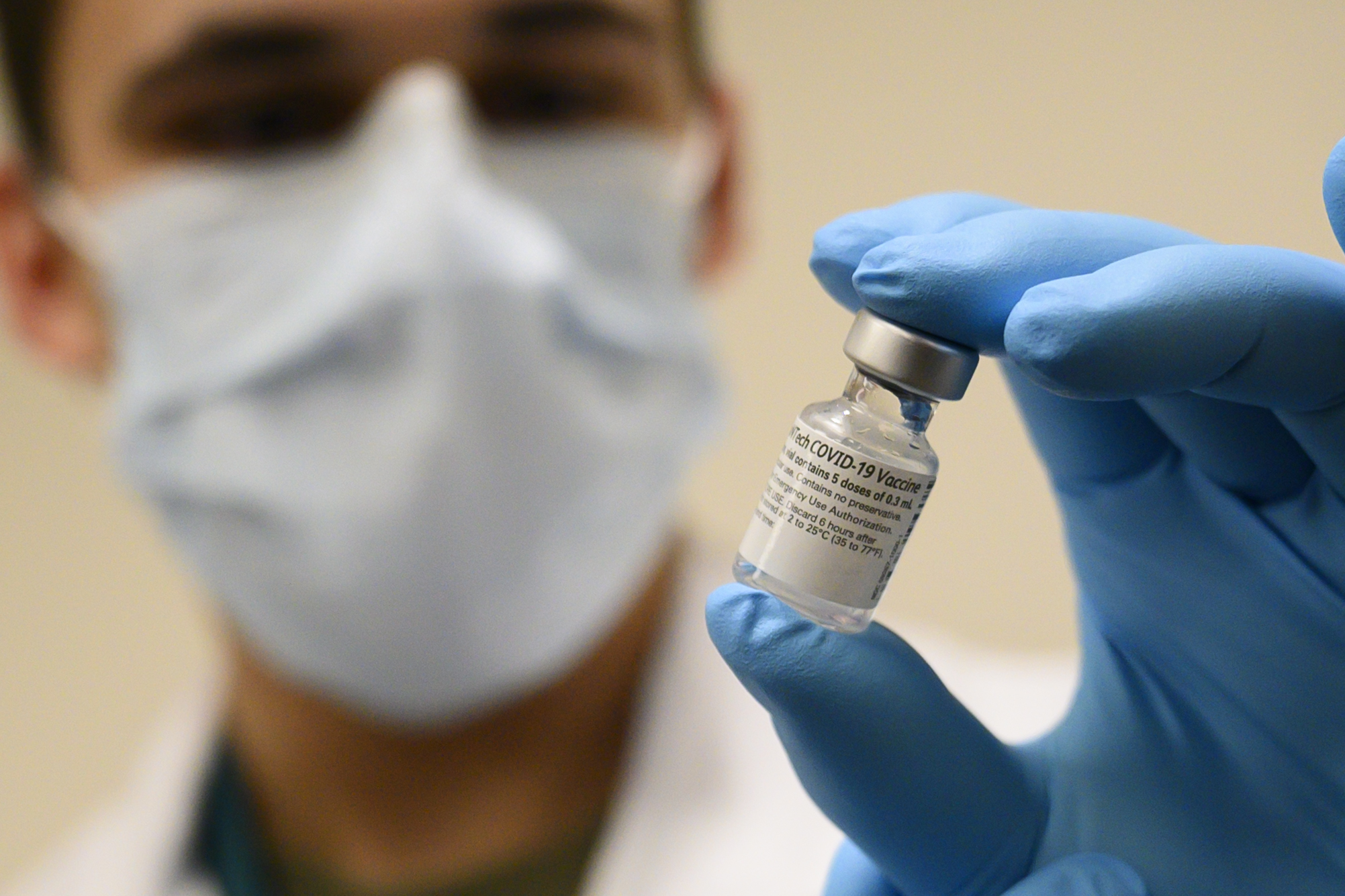
Лікар, що тримає вакцину Pfizer

Pfizer та BioNTech виробляють вакцину на власних потужностях у США та Європі за триетапний процес. Перший етап включає молекулярне клонування плазмід ДНК, кодуючих білок-шип шляхом вливання їх у бактерії кишкової палички. Для всіх ринків цей етап проводиться в США на невеликій пілотній установці в Честерфілді, штат Міссурі (поблизу Сент-Луїса). Після чотирьох днів росту бактерії вбивають і руйнують, а вміст їх клітин очищають протягом півтора тижнів, щоб відновити необхідний продукт ДНК. ДНК зберігається в крихітних пляшках і заморожується для відвантаження. На цьому етапі безпечне та швидке транспортування ДНК настільки важливе, що компанія Pfizer використовує для перевезення свій реактивний літак та вертоліт.
Другий етап проводиться на заводах в Андовері, штат Массачусетс, США та в Німеччині. ДНК використовується як шаблон для побудови бажаних ланцюгів мРНК. Після того, як мРНК створена та очищена, її заморожують у поліетиленових пакетах розміром з велику сумку для покупок, кожна з яких вміщує до 5-10 мільйонів доз. Мішки розміщують на спеціальних стелажах на вантажних автомобілях, які перевозять їх на наступний завод.
Третій етап проводиться на заводах у Портеджі, штат Мічиган (поблизу Каламазу) у США, та в місті Пуурс у Бельгії. Ця стадія передбачає поєднання мРНК з наночастинками ліпідів, потім заповнення флаконів, пакування флаконів та їх заморожування. Дочірня компанія Croda International Avanti Polar Lipids постачає необхідні ліпіди. Станом на листопад 2020 року основним вузьким місцем у виробничому процесі було поєднання мРНК з наночастинками ліпідів. На цьому етапі є лише чотири дні, щоб перейти від мРНК та ліпідів до готових флаконів, але кожна партія повинна потім провести кілька тижнів у морозильній камері, проходячи 40 заходів контролю якості.
Завод Pfizer у Пуурі відповідає за всі флакони для країн, окрім США. Тому всі дози, введені в США, вимагають здійснення принаймні двох трансатлантичних польотів (один для доставки ДНК до Європи, а другий для повернення готових флаконів з вакциною).
У лютому 2021 року Pfizer повідомив, що спочатку вся послідовність займала в середньому близько 110 днів від початку до кінця, і що компанія досягла прогресу в скороченні цього терміну до 60 днів. Більше половини днів у виробничому процесі присвячені ретельному тестуванню та забезпеченню якості на кожному з трьох етапів. Pfizer також проаналізував, що для цього процесу потрібно 280 компонентів, доставка яких покладається на 25 постачальників, розташованих у 19 різних країнах.
Зазвичай виробникам вакцин потрібно кілька років, щоб оптимізувати процес виготовлення певної вакцини для швидкості та економічної ефективності, перш ніж починати масштабне виробництво. Через надзвичайну ситуацію, спричинену пандемією COVID-19, Pfizer та BioNTech негайно розпочали виробництво за допомогою процесу, за яким вакцина була спочатку сформульована в лабораторії, а потім почали визначати шляхи безпечного прискорення та масштабування цього процесу.
У вересні 2020 року BioNTech оголосив, що підписав угоду про придбання у Novartis виробничого підприємства в місті Марбург, Німеччина, для розширення потужностей виробництва вакцин. Після повного початку експлуатації підприємство буде виробляти до 750 мільйонів доз на рік, або понад 60 мільйонів доз на місяць. Це буде третій завод BioNTech в Європі, який наразі виробляє вакцину, тоді як Pfizer працює як мінімум на чотирьох виробничих майданчиках у США та Європі.

## Попередні замовлення та логістика
У своєму прес-релізі від 9 листопада Pfizer заявили, що 50 мільйонів доз можуть бути вироблені до кінця 2020 року, а близько 1,3 мільярда доз будуть доступні у всьому світі до середини 2021 року. У лютому 2021 року BioNTech оголосив, що збільшить виробництво більш ніж на 50 %, щоб виготовити два мільярди доз у 2021 році.
У липні 2020 року програма розробки вакцин Operation Warp Speed попередньо замовила у компанії Pfizer виготовлення 100 мільйонів доз вакцини проти COVID-19 на суму 1,95 млрд доларів США для використання в США, якщо вакцина буде безпечною та ефективною. До середини грудня 2020 року Pfizer мав домовленості про постачання 300 млн доз до Європейського Союзу, 120 млн доз до Японії, 40 млн доз (10 млн до 2021 року) до Великої Британії, 20 млн доз до Канади, невизначена кількість доз до Сінгапуру та 34,4 млн доз до Мексики. Також Fosun має угоди на поставку 10 млн доз для Гонконгу та Макао. Уряд Гонконгу заявив, що отримає першу партію в один мільйон доз до першого кварталу 2021 року.
BioNTech і Fosun домовились поставити континентальному Китаю партію у 100 мільйонів доз у 2021 році за умови схвалення регуляторних органів. Первинна поставка буде здійснюватися з виробничих потужностей BioNTech у Німеччині.
Вакцина постачається у флаконах, які після розведення містять 2,25 мл вакцини (0,45 мл замороженої та 1,8 мл розчинника). Відповідно до маркування флаконів, кожен флакон містить п'ять доз по 0,3 мл, однак надлишок вакцини можна використовувати для однієї, а можливо, і для двох додаткових доз. Для отримання додаткових доз переважно використовувати шприци з малим мертвим простором, а залишки вакцини у флаконі слід знищувати. Італійське медичне агентство офіційно дозволило використання надлишкових доз, що залишаються в межах окремих флаконів. Станом на 8 січня 2021 року кожен флакон містить шість доз. У Сполучених Штатах флакони розподіляються до п'яти доз у звичайних шприцах та до шести доз у шприцах з малим мертвим простором.

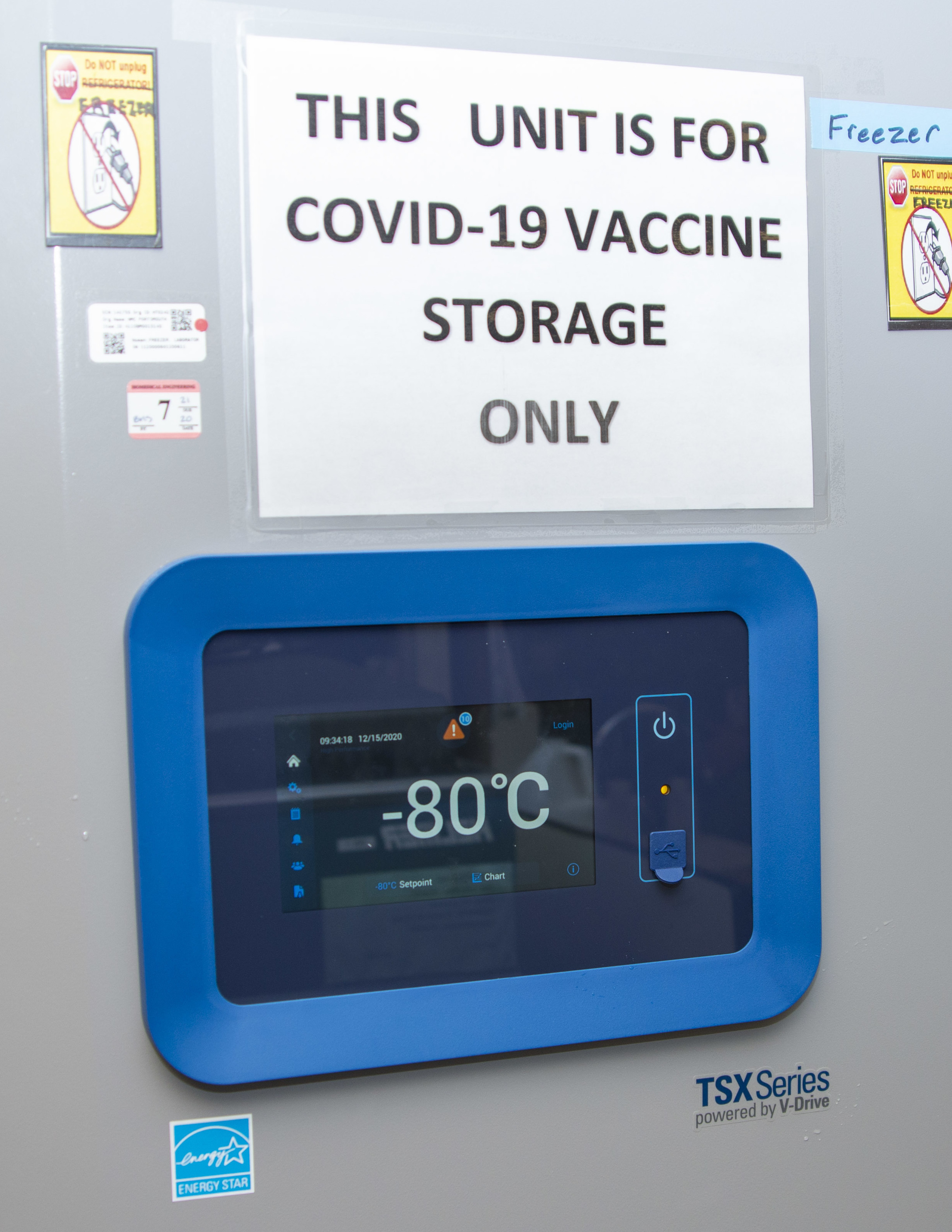
Температура вакцини Pfizer повинна підтримуватися, щоб забезпечити ефективність, приблизно між -80 і -60 °C

Логістика в країнах, що розвиваються, які мають попередні угоди з Pfizer, таких як Еквадор та Перу, залишається незрозумілою. Навіть країни з високим рівнем доходу мають обмежену пропускну здатність для холодового ланцюга та зберігання вакцини, яка при розмороженні розкладається протягом п'яти днів і вимагає двох уколів з інтервалом у три тижні. Вакцину потрібно зберігати та транспортувати при ультрахолодних температурах від -80 до -60 °C, набагато нижчих, ніж для аналогічної вакцини Moderna. Глава індонезійської Bio Farma Хонешті Басир заявив, що про закупівлю вакцини для четвертої за чисельністю населення країни світу не може бути й мови, враховуючи те, що країна не має необхідних можливостей для холодового ланцюга. Подібним чином, існуюча в Індії мережа холодних ланцюгів може забезпечити лише температури від 2 до 8 °C, що значно перевищує вимоги до вакцини.
У січні 2021 року Pfizer та BioNTech запропонували поставити 50 мільйонів доз вакцини проти COVID-19 для медичних працівників по всій Африці в період з березня до кінця 2021 року за зниженою ціною 10 доларів США за дозу.
В Україні змінили жорсткі вимоги до зберігання вакцини та тепер вони не відповідають офіційно заявленим виробником. Так дозволили тримати розморожену вакцину в холодильнику цілий місяць за температури від 2 °C до 8 °C. Міністерство охорони здоров'я України стверджує, що температурні умови зберігання вакцини від коронавірусу Comirnaty/Pfizer-BioNTech змінили відповідно до рекомендацій виробника. Науковці швейцарського інституту лікарських засобів Swissmedic зробили висновок, що вакцину від коронавірусу Pfizer/BioNTech можна зберігати до місяця у холодильнику при температурі від -2 до -8 градусів.

## Назва
BNT162b2 було кодовою назвою під час розробки та випробувань, tozinameran — запропонована міжнародна непатентована назва (pINN), а Comirnaty — торгова марка. За даними BioNTech, назва Комірнаті «представляє поєднання термінів COVID-19, мРНК, спільноту та імунітет».
Вакцина також має загальну назву «мРНК-вакцина проти COVID-19 (модифікована нуклеозидами)» і може поширюватися в упаковці з назвою «Pfizer–BioNTech COVID-19 Vaccine».